# Нестеренки (Полтавская область)
Нестеренки (укр. Нестеренки) — село,
Нестеренковский сельский совет,
Полтавский район,
Полтавская область,
Украина.
Код КОАТУУ — 5324083701. Население по переписи 2001 года составляло 369 человек.
Является административным центром Нестеренковского сельского совета, в который, кроме того, входят сёла
Березовка,
Васильцы,
Головки,
Гонтари,
Марьевка,
Ступки и
Соседки.

## Географическое положение
Село Нестеренки находится на расстоянии в 1,5 км от сёл Соседки и Руновщина.
Рядом проходит автомобильная дорога Т-1707.